# Ezio Gamba
Ezio Gamba (Brescia, 2 de diciembre de 1958) es un deportista italiano que compitió en judo.
Participó en cuatro Juegos Olímpicos de Verano entre los años 1976 y 1988, obteniendo dos medallas, oro en Moscú 1980 y plata en Los Ángeles 1984. Ganó dos medallas en el Campeonato Mundial de Judo en los años 1979 y 1983, y cuatro medallas en el Campeonato Europeo de Judo entre los años 1979 y 1986.

## Palmarés internacional
| Juegos Olímpicos   | Juegos Olímpicos             | Juegos Olímpicos  | Juegos Olímpicos |
| Año                | Lugar                        | Medalla           | Categoría        |
| ------------------ | ---------------------------- | ----------------- | ---------------- |
| 1980               | Moscú ( URSS)                | Medalla de oro    | –71 kg           |
| 1984               | Los Ángeles (Estados Unidos) | Medalla de plata  | –71 kg           |
| Campeonato Mundial |                              |                   |                  |
| Año                | Lugar                        | Medalla           | Categoría        |
| 1979               | París (Francia)              | Medalla de plata  | –71 kg           |
| 1983               | Moscú ( URSS)                | Medalla de plata  | –71 kg           |
| Campeonato Europeo |                              |                   |                  |
| Año                | Lugar                        | Medalla           | Categoría        |
| 1979               | Bruselas (Bélgica)           | Medalla de plata  | –71 kg           |
| 1982               | Rostock (RDA)                | Medalla de oro    | –71 kg           |
| 1983               | París (Francia)              | Medalla de plata  | –71 kg           |
| 1986               | Belgrado (Yugoslavia)        | Medalla de bronce | –71 kg           |